# Palác Haga

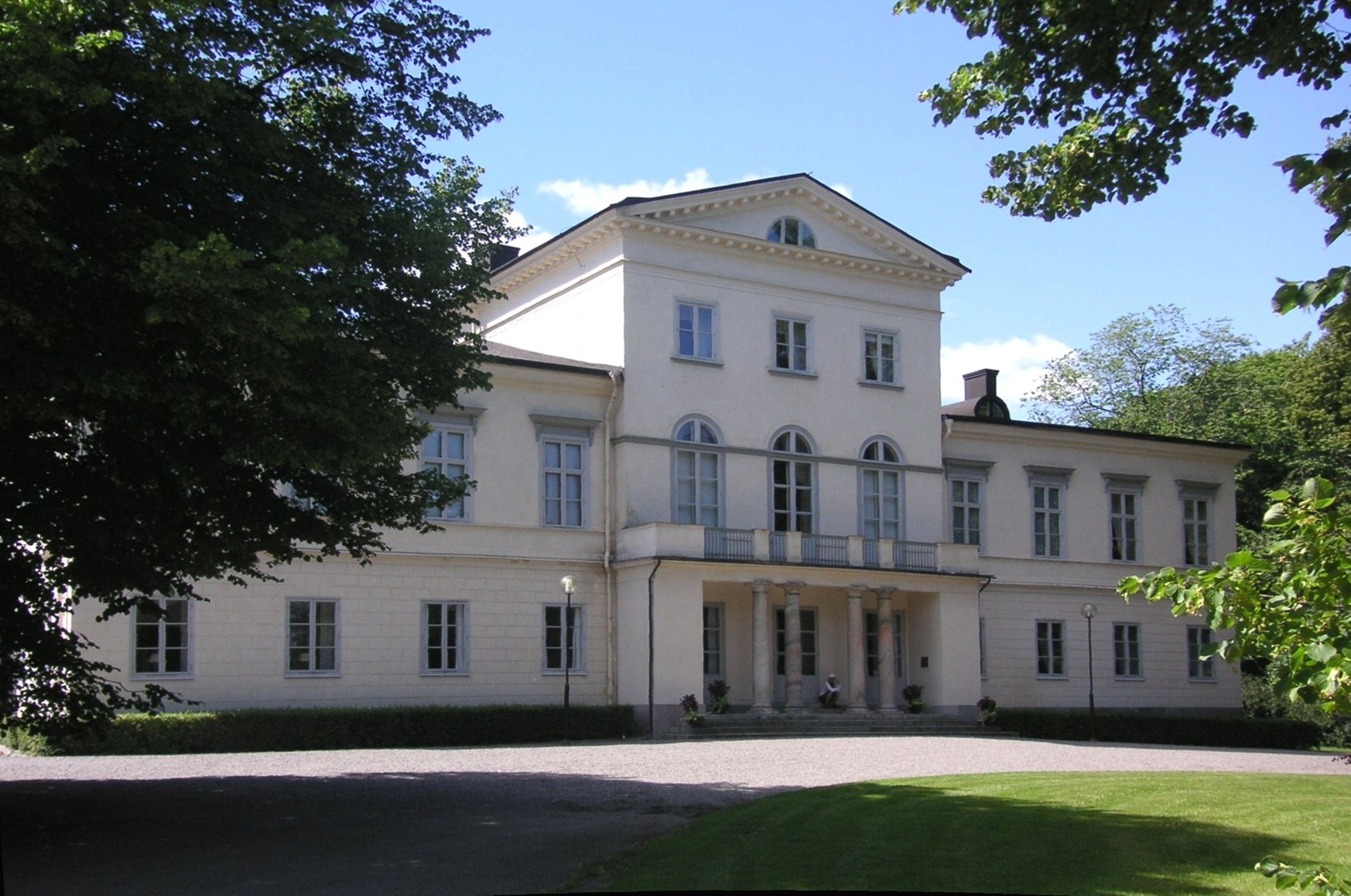
Palác Haga v roce 2008

Palác Haga (švédsky: Haga slott), původně známý jako Královnin pavilon (švédsky: Drottningens paviljong), se nachází v parku Haga v obci Solna v metropolitní oblasti Stockholm ve Švédsku. Palác, postavený v letech 1802 až 1805, byl navržen podle italské vily baletního mistra Gallodierse v Drottningholmu od architekta Carla Christoffera Gjörwella na objednávku krále Gustava IV. Adolfa pro královské děti. Palác je rodištěm současného krále. Až do roku 1966, kdy král Gustav VI. Adolf předal jeho dispozici vládě a byl přeměněn na dům pro významné zahraniční oficiální návštěvníky, byl domovem nebo letním sídlem několika členů švédské královské rodiny. V roce 2009 premiér Fredrik Reinfeldt oznámil, že dispoziční práva k paláci budou jako svatební dar v roce 2010 převedena zpět na královský dvůr, aby je mohla využívat korunní princezna Viktorie Švédská a její manžel, princ Daniel, vévoda z Västergötlandu. Do paláce Haga se přestěhovali po svatbě 19. června téhož roku.

## Dějiny
Když byl král Gustav III. v roce 1792 zabit, práce na jeho grandiózním zámku v Brunnsvikenu byly zrušeny a jeho syn a nástupce král Gustav IV. Adolf začal stavět skromnější palác. Král se obrátil na relativně mladého architekta Carla Christoffera Gjörwella s cílem postavit moderní dům ve stylu italské vily. Gjörwell palác navrhl podle italské vily baletního mistra Gallidierse v Drottningholmu. Základ byl položen v květnu 1802 a již před koncem roku byla budova zastřešená. Celý interiér byl dokončen na konci roku 1805.

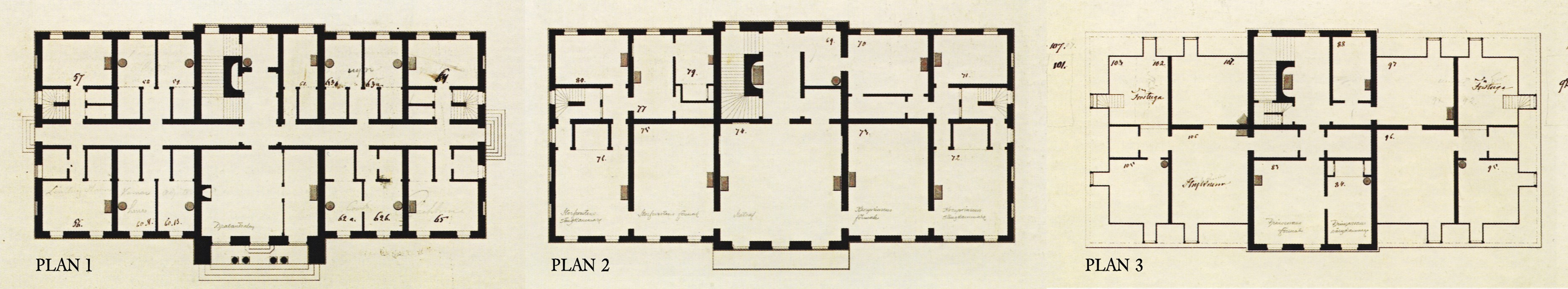
Půdorys paláce Haga z první poloviny devatenáctého století.

Od 20. let 19. století sloužil palác jako letní sídlo korunního prince Oskara a jeho manželky Josefíny. V roce 1860 byl palác zrekonstruován pro nejmladšího syna krále Oskara I. prince Augusta a jeho manželku princeznu Terezu. Princezna žila v paláci Haga až do své smrti v roce 1914.
Po smrti Terezy přestal být palác členy královské rodiny využíván. V roce 1932 se do něj po důkladné rekonstrukci přestěhoval novomanželský pár dědičný princ Gustav Adolf a princezna Sibyla. Narodily se zde princezny Margaretha, Birgitta, Désirée a Christina a princ Karel Gustav, současný švédský král. Po náhlé smrti dědičného prince při havárii letadla KLM DC-3 na kodaňském letišti 26. ledna 1947 se ovdovělá matka a její děti odstěhovali.
Král Gustav VI. Adolf se vzdal královských dispozičních práv k paláci a v roce 1966 jej uvolnil k použití vládě jako oficiální rezidenci pro významné zahraniční hosty vlády ve Švédsku, i když nakonec byl k tomuto účelu je využíván spíše zřídka.
Dne 23. dubna 2009 premiér Reinfeldt oznámil, že ve světle schváleného sňatku korunní princezny Viktorie s Danielem Westlingem v červnu 2010 budou dispoziční práva k paláci Haga převedena, jako svatební dar od vlády, zpět na královský dvůr. Pár se do paláce přestěhoval 15. listopadu 2010.